# Kim Tok-hun
Kim Tok-hun (korejsky 김덕훈, *1961) je severokorejský politik, který od srpna 2020 do prosince 2024 zastával funkci premiéra Severní Koreje.  Je také řádným členem předsednictva politbyra Korejské strany práce a působil jako šéf parlamentního rozpočtového výboru. Dříve byl delegátem pro spolupráci Severu a Jihu, než ho Nejvyšší lidové shromáždění jmenovalo vicepremiérem.
Kim Tok-hun je členem Ústředního výboru Korejské strany práce od 7. sjezdu v květnu 2016. Později se 11. dubna 2019 stal členem politbyra strany jako náhradník, 31. prosince pak byl povýšen na řádného člena a současně na místopředsedu strany s agendou oddělení pro kádrové záležitosti. V únoru následujícího roku si pravděpodobně vysloužil Kim Čong-unův souhlas odhalením korupčního skandálu týkajícího se zařízení pro výcvik kádrů. V dubnu 2020 byl rovněž zvolen předsedou rozpočtového výboru Nejvyššího lidového shromáždění.
Dne 13. srpna 2020, v souvislosti s pandemií covidu-19 v Severní Koreji a záplavami, které zasáhly jižní část země, byl Kim Čong-unem jmenován předsedou vlády a povýšen do předsednictva politbyra. Po Kim Čong-unovi byl druhým nejvýše postaveným představitelem Severní Koreje.
Při schůzce Ústředního výboru Korejské strany práce 29. prosince 2024 byl nahrazen ve funkci premiéra Severní Koreje Pak Tche-songem.